# 1968年夏季残疾人奥林匹克运动会日本代表团
1968年夏季残疾人奥林匹克运动会日本代表团是日本派出的1968年夏季残疾人奥林匹克运动会代表团。获得2枚金牌、2枚银牌和8枚铜牌。